# Echo & the Bunnymen (álbum)
Echo & the Bunnymen é o quinto álbum de estúdio da banda inglesa Echo & the Bunnymen, lançado em 1987. Em 2003, uma edição especial remasterizada e expandida trouxe diversas faixas bônus.

## Lançamento
Após anunciarem o álbum com uma breve apresentação no telhado da loja HMV na Oxford Street, Londres, Echo & the Bunnymen foi lançado em 6 de julho de 1987 como LP e CD, pela Warner Bros. Records; nos Estados Unidos, saiu pela Sire Records. O álbum alcançou o número quatro na parada de álbuns do Reino Unido. Tornou-se o mais bem-sucedido da banda nos Estados Unidos, onde alcançou a posição 51 na Billboard 200. Alcançou a mesma posição na parada canadense RPM 100 Albums e a posição 22 na parada sueca de álbuns. Também entrou na parada dos 30 melhores álbuns na Holanda e na Nova Zelândia. O álbum também foi certificado como disco de prata pela British Phonographic Industry (BPI) por ter vendido mais de 60 mil cópias.
Três faixas do álbum foram lançadas como singles. O primeiro deles foi "The Game", lançado em 1 de junho de 1987. Em seguida veio "Lips Like Sugar", lançado em agosto de 1987. O último single a ser lançado foi "Bedbugs and Ballyhoo", que também foi lançado antes do final do ano nos Estados Unidos e na Alemanha. "The Game" e "Lips Like Sugar" alcançaram os números 28 e 36, respectivamente, na parada britânica.

## Recepção
| Críticas profissionais | Críticas profissionais |
| Avaliações da crítica  | Avaliações da crítica  |
| Fonte                  | Avaliação              |
| ---------------------- | ---------------------- |
| AllMusic               | [ 10 ]                 |
| Blender                | [ 11 ]                 |
| Pitchfork              | 7.6/10                 |
| Record Mirror          | [ 13 ]                 |

Em sua análise do álbum para a revista Rolling Stone, o jornalista musical JD Considine descreveu a produção de Latham como "ineficaz" e "bem rebuscada". Ele continuou dizendo que não havia "a energia ansiosa ou a ironia cortante que tornou os primeiros álbuns do grupo tão atraentes". Ele termina sua crítica dizendo que o álbum é "tão vazio quanto bonito". Ao analisar a versão remasterizada de 2003, Andrew Harrison, da revista Blender, disse: "Egomania e experimentos eletrônicos sem mensagem afundaram seu declínio epônimo em 1987..." Assumindo uma postura mais positiva em uma análise retrospectiva, David Cleary, do AllMusic, descreve o álbum como "o mais viciante e memorável que a banda já compôs". Tendo descrito a bateria de Freitas como sólida e tendendo para o dançante, e o canto de McCulloch como "contido e de bom gosto", Cleary acrescentou que "os valores da produção foram excelentes, com muitos toques sutis que não prejudicam a franqueza geral do álbum". Embora tenha afirmado que a produção "diluiu o som da banda", Joe Tangari, da Pitchfork, disse: "A tentativa da banda de atingir um público maior deu certo".